# 今金站

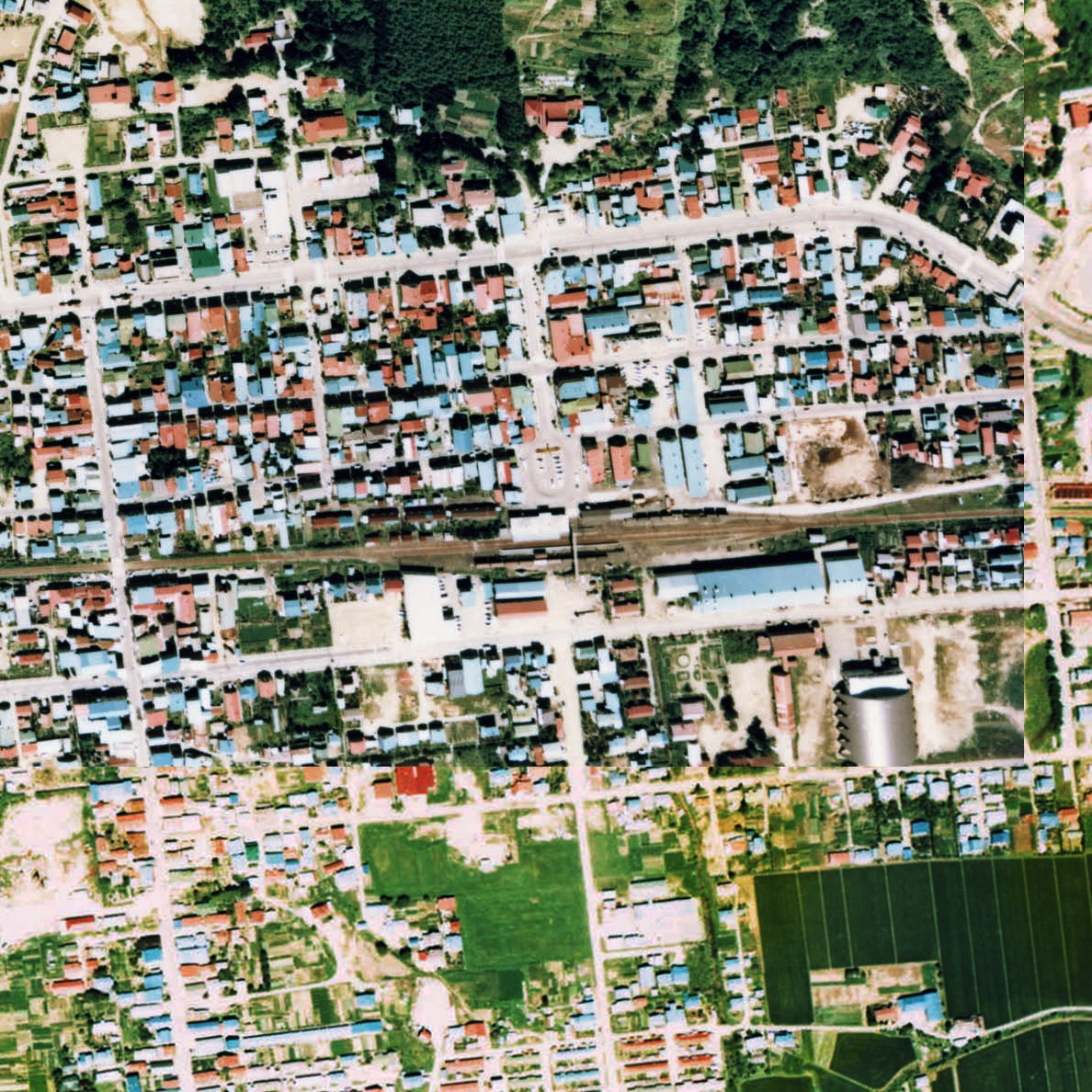
1976年的今金站與方圓約750米範圍。左邊是瀨棚方向。

今金站（日语：／ Imagane eki */?）是位於北海道瀨棚郡今金町字種川，日本國有鐵道的瀨棚線車站（廢站）。隨著瀨棚線廢除，車站在1987年（昭和62年）3月16日廢除。
在1984年（昭和59年）前行走的急行「瀨棚」停靠此站。

## 歷史
- 1930年（昭和5年）10月30日 - 國有鐵道瀨棚線花石站至此站之間開通，此站啟用[1][2]。當時為一般車站。
- 1932年（昭和7年）11月1日 - 此站至瀨棚站之間開通（瀨棚線全線開通），成為中途站。
- 1983年（昭和58年）9月1日 - 結束處理貨物[2]。
- 1984年（昭和59年）2月1日 - 結束處理行李[2]。
- 1987年（昭和62年）3月16日 - 瀨棚線廢除，此站也廢除[2]。

### 名稱的由來
車站名稱取自所在地名（町名）。而町名的由來是源自當初入植者今村藤次郎和金森石郎之名稱中，取其頭文字而得名。另外町名、地名的日文讀法為「いまかね」，而站名讀法則為「いまがね」。
由於此站的日文讀法有著吉祥的意思，因此在1983年（昭和58年），每月平均可發售100枚以上的入場票。

## 構造
截至車站廢除前，此站是地面車站，設有2面2線的相對式月台。，當時可進行列車交會。車站大樓一方的月台西邊與對面月台的西邊之間設有站內平交道連接。在北邊靠近車站大樓的月台是上行1號月台，對面月台是下行2號月台。在對面月台外側設有副本線（側線）（不可上落車）。在該側線靠近國縫一方設有路軌分支，連接短側線。此外，本線靠近國縫一方，於1、2號月台分支前方設有路軌分支，連接舊貨物側線。
此站是職員配置站，車站大樓位於站內北方（對於瀨棚方向的列車來說是右手邊），鄰接月台中央部分。車站大樓曾進行翻新，大樓是一座鋼筋混凝土建築物，內部設有候車室、事務室和商店。此站的月台相對其他瀨棚線車站來說比較長。

## 使用狀況
- 在1981年度（昭和56年度），1日上下車人次為610人[5]。

## 周邊
- 國道230號（日语：国道230号）（國縫道路）
- 北海道道686號鈴岡今金停車場線（日语：北海道道686号鈴岡今金停車場線）
- 瀨棚警署（日语：せたな警察署）今金交番
- 今金町公所
- 今金郵局
- 北海道銀行今金分店
- 渡島信用金庫（日语：渡島信用金庫）今金分店
- 今金町國保醫院
- 八雲保健所今金分所
- 後志利別川（日语：後志利別川）
- 函館巴士（日语：函館バス）「今金」巴士站

## 現況
截至2000年（平成12年），車站遺址建設了函館巴士的候車室。舊站內建設了名為「DE·MOLEN·今金」的風車型建築物。另外設置了路軌和於今金町內6座車站的站名牌（複製品）。在附近的路軌跡設置了名為「荷蘭通」的行人徑。截至2010年（平成22年）和2011年（平成23年）也是同樣。

## 其他
截至1987年（昭和62年）廢除前，於此站到發的區間列車中，只有下行1班和上行3班列車。

## 相鄰車站
日本國有鐵道
瀨棚線
種川－今金－神丘